# Diferenças entre massa e peso
Massa e peso são grandezas diferentes, a massa mede a quantidade de matéria de um corpo, o peso mostra a relação da massa com a aceleração da gravidade local. Em uma balança mede-se a massa, não o peso.
Na matemática e na física, massa e peso são grandezas diferentes. A massa é uma medida da inércia de um corpo, uma grandeza escalar que mede a oposição que um corpo apresenta a mudanças em sua velocidade quando observado a partir de um referencial inercial, enquanto o peso, uma grandeza vectorial é a força resultante da iteração gravitacional entre este corpo e algum outro em sua vizinhança. Assim, o peso depende das massas dos corpos envolvidos na iteração gravitacional bem como da distância que os separa, mas os conceitos de peso e massa são bem distintos. Confusão comum faz-se também entre massa e quantidade de matéria, grandezas que, apesar de encontrarem-se também quase sempre relacionadas, têm definições bem distintas. O peso de um corpo é a força com que a Terra o atrai.
Massa é uma grandeza escalar e o peso é vectorial, a massa é medida pela balança e o peso por um dinamómetro, a massa não muda de acordo com a gravidade do planeta, já o peso muda e a unidade de massa é dada em quilogramas (kg) e o peso é dado em newton (N) 